# Goatlord (Album)
Goatlord ist das siebte Album der norwegischen Band Darkthrone.

## Entstehungsgeschichte
Nach dem Debütalbum Soulside Journey nahm die Band 1991 weitere Titel auf, während sie sich von einer Death- zu einer Black-Metal-Band entwickelte. Im Zuge dieser Entwicklung verwarf Darkthrone die Aufnahmen und nahm im Sommer 1991 das Album A Blaze in the Northern Sky auf, das 1992 erschien; die Band ging damals davon aus, dass sie Goatlord nie veröffentlichen würde. Einige der Riffs wurden auf anderen Alben verwertet.
Die Goatlord-Aufnahmen von 1991 waren instrumental, die Gesangsspuren entstanden erst später und sind laut Schlagzeuger Fenriz vermutlich theatralischer, als sie 1991 geworden wären. Gegenüber dem norwegischen Magazin Nordic Vision gab Fenriz an, 85 Prozent der Texte seien im Herbst 1990 entstanden, nur ein paar Passagen der letzten beiden Lieder seien 1994 entstanden; in der Biographie auf der Seite des Labels Peaceville Records hingegen ist angegeben, dass die meisten Texte vom Album Under a Funeral Moon stammen.
Der oftmals für weiblich gehaltene Gesang stammt von Schlagzeuger Fenriz. Satyr, Sänger der Band Satyricon, steuerte den jeweils ersten Schrei zu Rex und Sadomasochistic Rites bei. Über sein Label Moonfog Productions veröffentlichte er das Lied Green Cave Float 1996 auf der Kompilation Crusade From the North und im selben Jahr auch das Album selbst.
Die ursprüngliche Instrumentalversion von Goatlord erschien 2008 als Teil der Kompilation Frostland Tapes bei Peaceville Records.

## Titelliste
1. Rex – 3:48
2. Pure Demoniac Blessing – 2:35
3. (The) Grimness of Which Sheperds Mourn – 4:23
4. Sadomasochistic Rites – 4:04
5. As Desertshadows – 4:42
6. In His Lovely Kingdom – 3:24
7. Black Daimon – 3:50
8. Toward(s) the Thornfields – 3:37
9. (Birth of Evil) Virgin Sin – 3:25
10. Green Cave Float – 4:02

Überarbeitete Neuauflage der instrumentalen Version mit alternativen Liednamen, 2023
1. Phantasm – 4:10
2. Hearses – 2:46
3. Possessed – 4:38
4. Below – 4:03
5. Blasphemer – 4:56
6. Rise – 3:56
7. Eclipse – 3:52
8. Wings – 3:50
9. Wolf – 3:47
10. A Blaze in the Northern Sky – 4:49
11. Trident – 4:06

## Texte
Rex (lat. König) basiert auf dem Text zu Crossing the Triangle of Flames vom Album Under a Funeral Moon und ist aus der Perspektive von Luzifer, dem Lichtbringer, geschrieben. Dieser spricht von Visionen, die er in der Kälte eingehüllt hatte, und kündigt an, Licht und Stolz zu bringen (I am Lucifer, I bring you light and pride). Er wird als the wolf in the darkest scene charakterisiert.
Die Texte zu Pure Demoniac Blessing, (The) Grimness of Which Sheperds Mourn und Sadomasochistic Rites basieren auf dem zu Summer of the Diabolical Holocaust. In Pure Demoniac Blessing steht ein mit Satan zu identifizierender Drache vor dem Sprecher, der Unzucht mit der Bestie ankündigt (aus dem Lied Crossing the Triangle of Flames) und von dieser fordert, in zu besitzen. In (The) Grimness of Which Sheperds Mourn steht der Sprecher alleine in einem Tal und leidet unter den Funken des Sternenlichts. Deshalb schließt er seine Augen und sieht so den Dreizack klarer denn je vor sich, greift nach der Hölle und gelangt so zur Freiheit. In Sadomasochistic Rites fallen Tote vom Himmel, die zu abgemagert sind, um den Fall überstehen zu können. Der Sprecher erwartet, Lust und Schmerz zu empfangen:

“I bend to receive

The lust and pain

Beat me Jesus

And we will win”

„Ich beuge mich um zu empfangen

Die Lust und Schmerz

Schlag mich, Jesus

und wir werden gewinnen“

As Desertshadows und In His Lovely Kingdom basieren auf The Dance of Eternal Shadows. In As Desertshadows wird eine visuelle Hölle zur Befriedigung angenommen und Huren vergewaltigt. Der Sprecher tut sich daran gütlich, während in seinen Augen dunkle Schatten tanzen und brennen und seine Seele niedergeht. In In His Lovely Kingdom wird die Apokalypse beschworen, der Sprecher ist bereit für den Gott von unten (womit Satan gemeint ist), der in seinen Körper eindringen soll. Er sucht nach einem Grab, bis er sich schwach fühlt, spürt aber Feuer in sich selbst, Satan und dessen Reich:

“But there’s fire

In my heart, in my eyes

In his body, in his eyes

And in his lovely kingdom”

„Doch da ist Feuer

In meinem Herzen, in meinen Augen

In Seinem Körper, in Seinen Augen

und in Seinem herrlichen Reich“

Der Text zu Black Daimon ist nicht vom Album Under a Funeral Moon. Er handelt von der Sehnsucht nach der „anderen Seite“, die der Sprecher vor Jahren entdeckt hat. Er verlangt von Dämonen und dem Bösen, von ihm Besitz zu ergreifen. Er sei zwar am Leben, aber seine Wahrheit tot (We’re alive / But our truth is dead).
Auch die Texte zu Toward(s) the Thornfields, (Birth of Evil) Virgin Sin und Green Cave Float sind nicht vom Album Under a Funeral Moon.

## Stil
Das Nordic Vision charakterisiert Goatlord als originellen, aber primitiven Death Metal mit Demoklang. SirLordDoom von metal-district.de sieht in dem Material einen starken Autopsy- und Paradise-Lost-Einfluss. Für Jonathan Jancsary von metalnews.de besteht eine Ähnlichkeit zu Darkthrones Debütalbum Soulside Journey, „nur viel rauer und räudiger, weil es sich ja um ein Rehearsal handelt“.

## Rezeption
SirLordDoom von metal-district.de bemängelte in seiner Rezension der Demoversion auf Frostland Tapes die Produktion, da Goatlord für ihn die „Krönung der Entwicklung DARKTHRONES in Richtung morbiden Death/Doom Metals“ darstellt. Die enthaltenen Stücke bezeichnet er als „ungeschliffene Rohdiamanten herrlich grausamen Slowdeathmetals“ und lobte die von ihm als bestialisch bezeichnete Stimmung, die durch die Riffs entstehe. Für Rüdiger Stehle von Powermetal.de ist der experimentelle Death Metal auf Goatlord „eher von musikhistorischem Interesse, als dass es heute wirklich jemanden vom Hocker hauen würde“.